# Danijel Ljuboja
Danijel Ljuboja (en serbio: Данијел Љубоја; Vinkovci, Yugoslavia, 4 de septiembre de 1978) es un exfutbolista internacional serbio que jugaba en la demarcación de delantero.

## Trayectoria
Ljuboja se inició en el fútbol en el club de su ciudad natal, el Dinamo Vinkovci. Luego jugó en el NK Osijek y en el Estrella Roja de Belgrado. Después se fue a Francia, lugar en el cual inició su carrera profesional en la temporada 1998/99 jugando por el Sochaux. En las dos temporadas que estuvo en el club jugó 62 partidos y marcó 21 goles. Después de su estancia en el Sochaux, Ljuboja se fue a jugar por el Estrasburgo en la temporada 2000/01, equipo en el cual jugó 121 partidos y anotó 34 goles, además de jugar en dos partidos de Copa UEFA en la temporada 2001/02, en los cuales marcó 2 goles. Durante la temporada 2003/04 Ljuboja due transferido al Paris Saint Germain, equipo en el que anotó 7 goles en 42 partidos de liga, además de jugar 5 partidos de Champions League. En 2005, el jugador fue transferido al VfB Stuttgart alemán, primero a préstamo, formando la dupla de ataque con el danés Jon Dahl Tomasson.
Fue contratado en abril de 2006 por el club alemán (contrato que duraba hasta el 2009), pero luego de su llegada, producto de que aún era jugador del PSG, su salario se redujo significativamente. Al tener un contrato válido, exigió al Stuttgart el pago de su salario. Stuttgart, en consecuencia, le dijo que a espera de obtener el pase, jugaría con el equipo de reservas del club, que juega en la tercera división alemana.
En agosto del mismo año, Ljuboja se fue a préstamo por un año al Hamburgo SV, con la opción de que el club comprara el pase del serbio. Pero el Hamburgo también envió a Ljuboja al equipo de reservas, debido a que no participó en las reuniones del equipo. El club decidió no comprar el pase del jugador, por lo que volvió al Stuttgart a final de temporada.
En enero de 2007, Ljuboja volvió a ser cedido a préstamo, esta vez al VfL Wolfsburg hasta final de temporada con la opción de una eventual compra del pase de Ljuboja, sin embargo, el elenco de Baja Sajonia no hace uso de la opción de compra.
En julio de 2008, tras volver al Stuttgart, nuevamente fue relegado al segundo equipo el día 5 de febrero de 2009 hasta el final de su contrato en junio del mismo año. Tras cuatro años en Alemania, en julio del 2009 vuelve a Francia para fichar por el Grenoble Foot 38.
En agosto de 2010 ficha por el OGC Niza en una transacción que ronda por los 300,000 Euros
En julio de 2011 ficha por el Legia de Varsovia como agente libre convirtiéndose en un gran fichaje para el fútbol polaco.
En julio de 2013 cierra su regreso al fútbol galo para incorporarse al Racing Club de Lens, equipo en el que se jubila al año siguiente a los 36 años.

## Selección nacional
Ha sido internacional con la selección de fútbol de Serbia en 18 ocasiones y ha anotado 2 goles, además de integrar el equipo que disputó la Copa Mundial de Fútbol de 2006 realizada en Alemania. 
| Mundial                        | Sede     | Resultado    |
| ------------------------------ | -------- | ------------ |
| Copa Mundial de Fútbol de 2006 | Alemania | Primera fase |

## Clubes
| Club                | País     | Año         |
| ------------------- | -------- | ----------- |
| Sochaux             | Francia  | 1998 - 1999 |
| RC Strasbourg       | Francia  | 2000 - 2004 |
| Paris Saint Germain | Francia  | 2004 - 2005 |
| VfB Stuttgart       | Alemania | 2005 - 2006 |
| Hamburgo SV         | Alemania | 2006 - 2007 |
| VfB Stuttgart II    | Alemania | 2007        |
| VfL Wolfsburg       | Alemania | 2007        |
| VfB Stuttgart       | Alemania | 2008        |
| VfB Stuttgart II    | Alemania | 2009        |
| Grenoble Foot 38    | Francia  | 2009 - 2010 |
| OGC Niza            | Francia  | 2010 - 2011 |
| Legia de Varsovia   | Polonia  | 2011 - 2013 |
| Racing Club de Lens | Francia  | 2013 - 2014 |